# Papa Innocenci III
|  | Aquest article tracta sobre el papa canònic elegit el 1198. Si cerqueu l'antipapa entre els anys 1179-80, vegeu «Innocenci III». |

Innocenci III (llatí: Innocentius III ; Gavignano, 22 de febrer de 1160 o 1161 - Perusa, 16 de juliol de 1216), nascut Lotario dei Conti di Segni, va ser el cap de l'Església Catòlica i governant dels Estats Pontificis des del 8 de gener de 1198 fins a la seva mort.
El papa Innocenci va ser un dels més poderosos i influents dels papes medievals. Va exercir una àmplia influència sobre els estats cristians d'Europa, reclamant la supremacia sobre tots els reis europeus. Va ser central a l'hora de donar suport a les reformes de l'església catòlica en matèria eclesiàstica mitjançant les seves decretals i el Quart Concili del Laterà. Això va resultar en un refinament considerable del dret canònic occidental. A més, destaca per utilitzar interdictes i altres censures per obligar els prínceps a obeir les seves decisions, tot i que aquestes mesures no van tenir èxit uniforme.
Innocenci va ampliar considerablement l'abast de les croades, dirigint les croades contra Al-Àndalus i Terra Santa, així com la croada albigesa contra els càtars al sud de França. Va organitzar la Quarta Croada de 1202-1204, que va acabar amb el saqueig de Constantinoble. Tot i que l'atac a Constantinoble anava en contra de les seves ordres explícites, i els croats van ser posteriorment excomunicats, Innocenci va acceptar a contracor aquest resultat, veient-lo com la voluntat de Déu de reunir les Esglésies llatina i ortodoxa. En el cas, el saqueig de Constantinoble i el període posterior de Francocràcia va augmentar l'hostilitat entre les esglésies llatina i grega. (l'Imperi Romà d'Orient va ser restaurat el 1261 però mai no va recuperar la seva força anterior, caient finalment el 1453.)
Cal anotar que un antipapa portava també el nom d'Innocenci III.

## Biografia

### Primers anys
Lotario de 'Conti va néixer a Gavignano, Laci, a prop d'Anagni. El seu pare, el comte Trasimondo de Segni, era membre d'una casa famosa, els comtes de Segni, que va produir nou papes, inclosos Gregori IX, Alexandre IV i Innocenci XIII. Lotari era nebot del papa Climent III; la seva mare, Clarissa Scotti (Romani de Scotti), era de la mateixa família romana noble.
Lotari va rebre la seva primera educació a Roma, probablement a l'abadia benedictina de St Andrea al Celio, sota la direcció de Pere Ismael; va estudiar teologia a París amb els teòlegs Pere de Poitiers, Melior de Pisa, Pere de Corbeil, i Robert de Courson (que ell elevara més tard a la dignitat de cardenal); i (possiblement) jurisprudència a Bolonya, on seria alumne del canonista Uguccio de Pise, qui li inspiraria el programa polític de la teocràcia pontifical, segons la Gesta (entre 1187 i 1189). Com a papa, Lotari hauria de tenir un paper important en la configuració del dret canònic mitjançant cànons conciliars i cartes decretals.
Poc després de la mort d'Alexandre III (30 d'agost de 1181), Lotari va tornar a Roma i va ocupar diversos càrrecs eclesiàstics durant els breus regnats de Luci III, Urbà III, Gregori VIII i Climent III, sent ordenat sotsdiaca per Gregori VIII i assolint el rang del cardenal prevere de mans de Climent III el 1191.
Com a cardenal, Lotari va escriure De miseria humanae conditionis (Sobre la misèria de la condició humana). L'obra va ser molt popular durant segles i va sobreviure en més de 700 manuscrits Tot i que mai no va tornar a l'obra complementària que pretenia escriure, Sobre la dignitat de la naturalesa humana, Bartolomeo Facio (1400-1457) va assumir la tasca d'escriure De excellentia ac praestantia hominis.

### Elecció al papat
Celestí III va morir el 8 de gener de 1198. Abans de morir, havia instat el Col·legi de Cardenals a elegir Giovanni di San Paolo com a successor, però Lotari de 'Conti va ser elegit papa a les ruïnes de l'antic Septizodium, a prop del Circ Màxim de Roma. després de només dues eleccions el mateix dia en què va morir Celestí III. Aleshores només tenia trenta-set anys. Va prendre el nom Innocenci III, potser com a referència al seu predecessor Innocenci II (1130–1143), que havia aconseguit afirmar l'autoritat del papat sobre l'emperador (en contrast amb la recent política de Celestí III).

### Reafirmació del poder papal

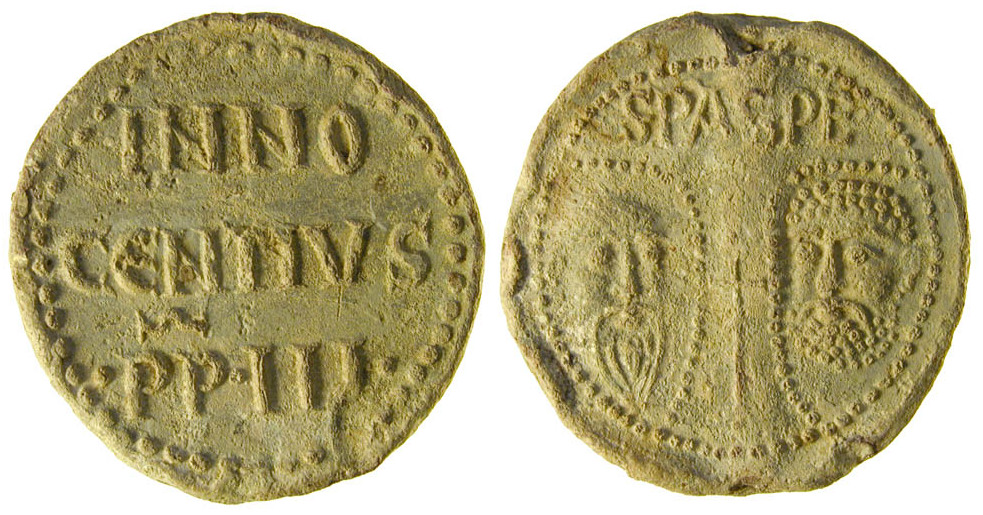
Butlla d'Innocenci III

Com a papa, Innocenci III va començar amb un sentit molt ampli de la seva responsabilitat i de la seva autoritat. Durant el regnat d'Innocenci III, el papat estava a l'altura dels seus poders. Va ser considerat la persona més poderosa d'Europa en aquell moment. El 1198, Innocenci va escriure al prefecte Acerbi i als nobles de la Toscana expressant el seu suport a la teoria política medieval del  sol i la lluna. El seu papat afirmava l'autoritat espiritual absoluta del seu càrrec, tot i que respectava l'autoritat temporal dels reis.
Amb prou feines hi havia un país a Europa sobre el qual Innocenci III no afirmés d'una manera o altra la supremacia que reclamava per al papat. Va excomunicar Alfons IX de Lleó per casar-se amb un parent proper, Berenguera, filla d'Alfons VIII, contràriament a les lleis de l'Església, i va efectuar la seva separació el 1204. Per raons similars va anul·lar, el 1208, el matrimoni del príncep Alfons de Portugal, amb Urraca, filla d'Alfons de Castella. De Pere II d'Aragó va rebre aquest regne en vassallatge i el va coronar rei a Roma el 1204.
La reconquesta musulmana de Jerusalem el 1187 va ser per a ell un judici diví sobre les deficiències morals dels prínceps cristians. També estava decidit a protegir el que ell anomenava "la llibertat de l'Església" de les incursions dels prínceps seculars. Aquesta determinació significava, entre altres coses, que els prínceps no haurien d'estar involucrats en la selecció dels bisbes, i es va centrar especialment en el "patrimonium" del papat, la secció del centre d'Itàlia reclamada pels papes i anomenada posteriorment Estats Papals. El patrimonium estava amenaçat rutinàriament pels reis alemanys Hohenstaufen que, com a emperadors romans, ho reclamaven per si mateixos. L'emperador Enric VI esperava el seu fill petit Frederic posaria Alemanya, Itàlia i Sicília sota un únic governant, cosa que deixaria els Estats Pontificis extremadament vulnerables, i va Innocenci va maniobrar per intentar evitar-ho.
La prompta mort d'Enric va deixar el seu fill de 3 anys, Frederic, com a rei de Sicília. La vídua d'Enric VI, Constança de Sicília, va governar Sicília pel seu fill petit abans que complís la majoria d'edat. Tenia tantes ganes de treure el poder alemany del regne de Sicília com Innocenci III. Abans de morir el 1198, va nomenar Innocenci com a guardià del jove Frederic fins que va arribar a la seva maduresa. A canvi, Innocenci també va poder recuperar els drets papals a Sicília que havien estat lliurats dècades abans al rei Guillem I de Sicília pel papa Adrià IV. El papa va investir el jove Frederic II com a rei de Sicília el novembre de 1198. També va induir Frederic II a casar-se amb Constança d'Aragó, la vídua del rei Emeric I d'Hongria, el 1209.

### Participació en les eleccions imperials
Innocenci estava preocupat pel fet que el matrimoni d'Enric VI i Constança de Sicília donés als Hohenstaufens una reclamació a tota la península Itàlica, a excepció dels Estats Pontificis, que estarien envoltats de territori imperial.
Després de la mort de l'emperador Enric VI, que també havia conquerit recentment el Regne de Sicília, la successió es va disputar: com que el fill d'Enric, Frederic, era encara un nen petit, els partidaris de la dinastia Staufen van escollir rei el germà d'Enric, Felip, duc de Suàbia el març de 1198, mentre que els prínceps contraris a la dinastia Staufen van escollir Otó, duc de Brunswick, de la casa de Welf. El rei Felip II de França va donar suport a la reclamació de Felip, mentre que el rei Ricard I d'Anglaterra va donar suport al seu nebot Otó.
El 1201, el papa va defensar obertament el bàndol d'Otó IV, la família del qual sempre s'havia oposat a la casa de Hohenstaufen.
| «                                                     | És cosa del papa vetllar pels interessos de l'imperi romà, ja que l'imperi deriva el seu origen i la seva autoritat final del papat; el seu origen, perquè originalment va ser transferit de Grècia per i pel bé del papat; ... la seva última autoritat, perquè l'emperador és elevat a la seva posició pel papa que el beneeix, el corona i l'investeix amb l'imperi. ... Per tant, atès que darrerament tres persones han estat elegides rei per diferents partits, concretament el jove [Frederic, fill d'Enric VI], Felip [de Hohenstaufen, germà d'Enric VI] i Otó [de Brunswick, de la família Welf ], de manera que també s'han de tenir en compte tres coses respecte a cadascuna d'elles, a saber: la legalitat, la idoneïtat i la conveniència de la seva elecció. ... Lluny de nosaltres és que ens diferim de l'home més que de Déu, o que hauríem de témer el rostre dels poderosos. ... Pel motiu anterior, decidim, doncs, que actualment no se li donaria l'imperi a la joventut; rebutgem totalment Felip per la seva manifesta inaptitud i ordenem que tothom resisteixi la seva usurpació ... ja que Otó no només es dedica a l'Església, sinó que prové de devots avantpassats d'ambdues parts, ... per tant, decretem que hauria de ser acceptat i recolzat com a rei, i hauria de rebre la corona de l'imperi, després d'haver-se assegurat els drets de l'església romana. | » |
| — Decret papal sobre l'elecció d'un rei alemany, 1201 | |   |

La confusió a l'Imperi va permetre a Innocenci expulsar els senyors feudals imperials d'Ancona, Spoleto i Perusa, que havien estat instal·lats per l'emperador Enric VI. El 3 de juliol de 1201, el llegat papal, el cardenal bisbe Guido de Palestrina, va anunciar al poble, a la catedral de Colònia, que Otó IV havia estat aprovat pel papa com a rei romà i amenaçava amb excomunió a tots aquells que es negaven reconèixer-lo. Al mateix temps, Innocenci va animar les ciutats de la Toscana a formar una lliga anomenada Lliga de San Genesio contra els interessos imperials alemanys a Itàlia, i es van posar sota la protecció d'Inocenci.
El maig de 1202, Innocenci va emetre el decret Venerabilem, adreçat al duc de Zähringen, on explicava el seu pensament sobre la relació entre el papat i l'Imperi. Aquest decret es va incorporar posteriorment al Corpus Juris Canonici i contenia els elements següents:
- Els prínceps alemanys tenen dret a elegir el rei, que després esdevindrà emperador. Aquest dret els va donar la Seu Apostòlica quan va transferir la dignitat imperial dels grecs als alemanys en la persona de Carlemany.
- El dret a investigar i decidir si un rei així elegit és digne de la dignitat imperial pertany al papa, el càrrec del qual és ungir-lo, consagrar-lo i coronar-lo; en cas contrari, podria passar que el papa estigués obligat a ungir, consagrar i coronar un rei que fos excomunicat, heretge o pagà.
- Si el papa troba que el rei que ha estat elegit pels prínceps és indigne de la dignitat imperial, els prínceps hauran d'escollir un nou rei o, si es neguen, el papa conferirà la dignitat imperial a un altre rei; perquè l'Església necessita un patró i un defensor.
- En cas de doble elecció, el papa ha d'exhortar els prínceps a arribar a un acord. Si després d'un període degut no han arribat a un acord, han de demanar al papa que arbitri, en cas contrari, ha de decidir per si mateix i en virtut del seu càrrec a favor d'un dels reclamants. La decisió del papa no ha de basar-se en la major o menor legalitat de cap de les dues eleccions, sinó en les qualificacions dels reclamants.[3]

Otó de Brunswick va ser vençut i ferit en la batalla de Wassenberg contra Felip de Suàbia el 27 de juliol de 1206, i com a conseqüència va perdre el suport del papa, que va tornar a coronar Felip. Otó no va poder expulsar el seu rival Felip fins que aquest va ser assassinat en una disputa privada i va ser coronat emperador per Innocenci III el 1209. El seu govern ara indiscutible, Otó va renegar de les seves promeses anteriors i va intentar restablir el poder imperial a Itàlia i reclamar fins i tot el Regne de Sicília. Atès l'interès papal per mantenir separades Alemanya i Sicília, Innocenci donava suport al seu pupil, el rei Frederic de Sicília, per resistir els avenços d'Otó i restaurar la dinastia Staufen al Sacre Imperi Romanogermànic. Frederic va ser degudament elegit pels partidaris de Staufen.
El conflicte es va decidir per la batalla de Bouvines el 27 de juliol de 1214, que va enfrontar a Otó, aliat amb el rei Joan d'Anglaterra contra Felip II August. Otó va ser derrotat pels francesos i després va perdre tota influència. Va morir el 19 de maig de 1218, deixant Frederic II com l'emperador indiscutible. Mentrestant, el rei Joan es va veure obligat a reconèixer al Papa com el seu senyor feudal i a acceptar Stephen Langton com a arquebisbe de Canterbury. Al seu torn, Frederic II es convertiria més tard en un amarg oponent del papat una vegada que el seu imperi estigués segur.

### El poder feudal sobre Europa
Innocenci III va jugar altres papers en la política de Noruega,França, Suècia, Bulgària, Castellà, Corona d'Aragó i Anglaterra. A petició del rei anglès Joan, el papa Innocenci III va declarar anul·lada la Carta Magna, cosa que va provocar una rebel·lió dels barons anglesos que van rebutjar la privació de drets.

## Política i religió
Serà el més poderós dels papes de l'edat mitjana, la supremacia absoluta del papat damunt l'ordre polític i el religiós configurà plenament la seva actuació. Desenvolupa una important administració eclesiàstica i fa progressar la fiscalitat pontifical. Fomenta la conquesta i la cristianització de les regions d'Occident que quedaren en mans dels infidels (Península Ibèrica) o dels pagans (Prússia). Estableix la seva autoritat temporal sobre Roma (un senador únic reemplaça els organismes municipals) i augmenta els Estats de l'Església amb el ducat de Spoleto i amb la marca d'Ancona.
Distingeix la plena sobirania (auctoritas) que només el papa té, de la potència política (potestas) que els sobirans reben directament de Déu. La primacia romana és d'origen diví, en haver conferit Crist a Sant Pere la plenitud del poder. Totes les Esglésies nacionals són doncs subordinades a la Santa Seu que els controla amb els seus legats. Els Estats i els seus sobirans, se situen sota l'autoritat espiritual del papa. El papa, però, no intervé més que en cas de pecat greu dels prínceps, de necessitat urgent (per resoldre un problema que cap jurisdicció no ha pogut arreglar), i en defensa de l'àmbit eclesiàstic contra les usurpacions dels sobirans.
El papa Innocenci III intenta prohibir qualsevol tràfic amb els sarraïns però hi ha de renunciar sota la pressió de Venècia. Prohibeix tot maltractament contra els jueus de Roma, però proscriu també totes les relacions amistoses amb ells.
Donà suport als ordes mendicants. Convocà el concili del Laterà IV (1215), que significà el triomf dels seus ideals i l'apogeu de la teocràcia papal.

### Croades i supressió de l'heretgia

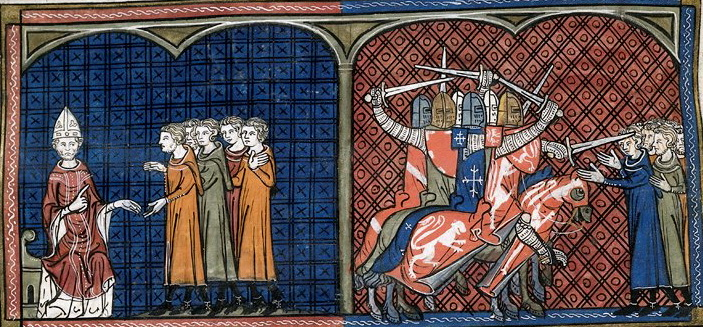
Innocenci va llançar la croada albigesa contra els càtars.

El papa Innocenci III també va ser un protector zelós de la fe catòlica i un fort opositor a l'heretgia. La seva activitat principal es va dirigir contra els albigesos que havien esdevingut tan nombrosos i agressius que ja no estaven satisfets amb el simple fet de ser seguidors de doctrines herètiques, sinó que fins i tot es van esforçar per difondre la seva heretgia per la força. Van ser especialment nombrosos en algunes ciutats del nord i del sud de França. Durant el primer any del seu pontificat, Innocenci va enviar els dos monjos cistercencs Rainer i Guido als albigencs a França per predicar-los les veritables doctrines de la fe catòlica i discutir amb ells sobre temes de religió controvertits. Els dos missioners cistercencs van ser seguits aviat per Diego, bisbe d'Osma, i després a sant Domènec i dos germans cistercencs de l'abadia narbonesa de Fontfreda: Raül de Fontfreda i Pere de Castellnou.
No obstant això, quan aquests pacífics missioners van ser ridiculitzats i menyspreats pels albigesos i el llegat papal Castelnau va ser assassinat el 1208, Innocenci va recórrer a la força. Va ordenar als bisbes del sud de França posar sota interdicte els participants a l'assassinat i totes les ciutats que els van donar refugi. Va estar especialment indignat contra el comte Ramon de Tolosa de Llenguadoc, que abans havia estat excomunicat pel legat assassinat i que, per bones raons, el papa sospitava com a instigador de l'assassinat. El comte va protestar per la seva innocència i es va sotmetre al papa, probablement per covardia, però el papa no hi va confiar més. Va demanar al rei de França, Felip II, que aixequés un exèrcit per a la supressió dels albigesos. Sota la direcció de Simó de Montfort es va iniciar una cruel campanya contra els albigencs que, tot i la protesta d'Innocenci, es va convertir aviat en una guerra de conquesta.
La croada albigesa va provocar la mort d'aproximadament 20.000 homes, dones i nens, tant càtars com catòlics al Llenguadoc, delmant el nombre de càtars practicants i disminuint la cultura diferent de la regió. El conflicte va adquirir un sabor polític, dirigit no només contra els hereus, sinó també contra la noblesa de Tolosa i els vassalls de la Corona d'Aragó, i finalment va posar la regió fermament sota el control del rei de França. El rei Pere II d'Aragó, comte de Barcelona, va participar directament en el conflicte i va perdre la vida en el transcurs de la batalla de Muret el 1213. El conflicte va acabar en gran part amb el tractat de París de 1229, en què es va acordar la integració del territori occità a la corona francesa.
El papa Innocenci III va passar la majoria del seu mandat com a papa (1198–1216) preparant-se per a una gran croada a Terra Santa. El seu primer intent va ser la Quarta Croada (1202–1204) que va decretar per la butlla papal Post miserabile el 1198., afegint la prohibició explícita d'atacar qualsevol estat cristià, A diferència dels papes del passat, Innocenci III va mostrar interès a liderar ell mateix la croada, en lloc de simplement instigar-la i permetent als líders seculars organitzar l'expedició segons les seves pròpies aspiracions.
El primer ordre de treball d'Inocenci III en la predicació de la croada va ser enviar missioners a tots els estats catòlics per avalar la campanya. Va enviar Pere de Càpua als reis de França i Anglaterra amb instruccions específiques per convèncer-los de resoldre les seves diferències, cosa que va donar lloc a una treva de cinc anys entre les dues nacions, a partir del 1199. La intenció de la treva no era permetre que els dos reis per dirigir la croada, sinó per alliberar els seus recursos per ajudar la croada. Per al lideratge de l'exèrcit, Innocenci va dirigir les seves súpliques als cavallers i nobles d'Europa, triomfant a França, on molts senyors van respondre a la crida del papa, inclosos els dos eventuals líders de l'exèrcit, Teobald de Champagne i Bonifaci, marquès de Montferrat. Les crides a l'acció del papa no van ser rebudes amb tanta il·lusió a Anglaterra o Alemanya, i l'expedició es va convertir principalment en un afer francès.
La quarta croada va suposar un esforç costós. Innocenci III va optar per recaptar fons amb un nou enfocament: exigir a tots els clergues que donessin una quarantena part dels seus ingressos. Això va suposar la primera vegada que un papa va imposar un impost directe sobre el clergat. Va afrontar moltes dificultats per cobrar aquest impost, inclosos els recaptadors d'impostos corruptes i la desconsideració a Anglaterra. També va enviar enviats al rei Joan d'Anglaterra i al rei Felip de França, que es van comprometre a contribuir a la campanya, i Joan també va declarar el seu suport a l'impost clerical del seu regne. Els croats també van aportar fons: Innocenci va declarar que aquells que prenguessin el vot del croat, però que ja no poguessin complir-lo, podrien ser alliberats mitjançant una contribució de fons. El papa va posar l'arquebisbe Hubert Walter a càrrec de cobrar aquestes quotes.
Al començament de la croada, el destí previst era Egipte, ja que els cristians i els musulmans estaven sota una treva en aquell moment. Es va fer un acord entre els croats francesos i els venecians. Els venecians subministrarien vaixells i subministraments per als croats i, a canvi, els croats pagarien 85.000 marcs (200.000 lliures esterlines). Innocenci va aprovar aquest acord sota dues condicions: un representant del papa ha d'acompanyar la croada i l'atac contra qualsevol altre cristià estava estrictament prohibit. Els francesos no van aconseguir recaptar fons suficients per al pagament dels venecians. Com a resultat, els croats van desviar la croada a la ciutat cristiana de Zara a voluntat dels venecians, per subvencionar el deute. Aquesta desviació es va adoptar sense el consentiment d'Inocenci III, que va amenaçar amb l'excomunió a qualsevol que prengués part en l'atac. La majoria dels francesos van ignorar l'amenaça i van atacar Zara i van ser excomunicats per Innocenci III, però aviat van ser perdonats per continuar la croada. A continuació, es va produir una segona desviació quan els croats van decidir conquerir Constantinoble, la capital de l'Imperi Romà d'Orient, a instàncies del príncep romà d'Orient exiliat Aleix IV, que després d'un primer intent el 1203, fou presa el 1204 i l'imperi dividit. Aquesta desviació va ser presa sense cap coneixement per Innocenci III, i ell no en va saber fins que va capturar la ciutat.
Innocenci III es va oposar fortament a l'atac a Constantinoble i va enviar moltes cartes advertint als croats de no saquejar la ciutat.
| « | Assumíreu el deure d'alliberar la Terra Santa dels infidels. Teníeu prohibit sota pena d'excomunicació atacar cap de les terres cristianes, llevat que us barressin el pas o es neguessin a ajudar-vos (i fins i tot en aquest cas no havíeu de fer res que fos contrari als desitjos del meu legat). No teníeu cap dret o pretensió sobre les terres de Grècia. Havíeu fet els vots més solemnes a Nostre Senyor i, tanmateix, els heu ignorat completament. No brandàreu l'espasa contra els infidels, sinó contra cristians. No prenguéreu Jerusalem, sinó Constantinoble. No perseguíeu recompenses divines, sinó terrenals. I, a sobre de tot això, res no ha estat sagrat per a vosaltres, ni per la seva edat ni pel seu sexe. Us heu lliurat a la depravació, l'adulteri i la prostitució davant de tot el món. No només heu violat dones casades i vídues, sinó fins i tot dones i verges que havien dedicat la seva vida a Crist. No només heu saquejat els tresors de l'Emperador i de ciutadans tant rics com pobres, sinó que també us heu lliurat al pillatge dels mateixos santuaris de l'Església de Déu. Heu irromput en llocs sagrats, heu robat els objectes sagrats dels altars —incloent-hi els crucifixos— i heu rapinyat incomptables imatges i relíquies dels Sants. No és d'estranyar que l'Església Grega, per molt abatuda que estigui, rebutgi tota mena d'obediència a la Seu Apostòlica. No és d'estranyar que no vegi en els llatins més que traïdoria i l'obra del Diable i que els consideri tots brètols. | » |
| — | |   |

Innocenci III va excomunicar els croats que van atacar les ciutats romanes d'Orient, però no va poder aturar ni tombar les seves accions físicament. L'atac a Constantinoble va conduir a l'inici del govern de Constantinoble de l'Imperi Llatí, que va durar els seixanta anys següents.

### Francesc d'Assís
El 1209, Francesc d'Assís va portar els seus primers onze seguidors a Roma per demanar permís al papa Innocenci III per fundar un nou ordre religiós que finalment es va concedir. A l'entrada a Roma, els germans es van trobar amb el bisbe Guido d'Assís, que tenia a la seva companyia Giovanni di San Paolo, el cardenal bisbe de Sabina. El cardenal, que era el confessor del papa Innocenci III, va ser immediatament simpàtic amb Francesc i va acceptar presentar Francesc al papa. A contracor, el papa Innocenci va acceptar reunir-se amb Francesc i els germans l'endemà. Després de diversos dies, el papa va acceptar admetre el grup de manera informal, i va afegir que quan Déu va augmentar el grup en gràcia i nombre, podrien tornar per a una entrada oficial. El grup es va tonsurar. Això va ser important en part perquè reconeixia l'autoritat de l'Església i protegia els seus seguidors de possibles acusacions d'heretgia, tal com els havia passat als valdesos dècades abans. Tot i que el papa Innocenci inicialment tenia els seus dubtes, després d'un somni en què va veure Francesc sostenir la basílica de Sant Joan del Laterà (la catedral de Roma, per tant la "església natal" de tota la cristiandat), va decidir recolzar l'ordre de Francesc. Això es va produir, segons la tradició, el 16 d'abril de 1210 i va constituir la fundació oficial de l'Orde Franciscà. El grup, aleshores els "Germans Menors" (Ordre de Frares Menors també conegut com l'Orde Franciscà), predicava al carrer i no tenia possessions. Es van centrar a Porziuncola i van predicar primer a Úmbria, abans d'expandir-se per tot Itàlia.

### Altres ordes religiosos
Les ordres religioses menors que el papa Innocenci III va aprovar són els Hospitalers de l'Esperit Sant el 23 d'abril de 1198, els Trinitaris el 17 de desembre de 1198 i els Humiliats el juny de 1201.

### Quart Concili del Laterà
El 15 de novembre de 1215, el papa Innocenci III va convocar el Quart Concili del Laterà, que es considerava el concili de l'Església més important de l'edat mitjana. En concloure, va dictar setanta decrets reformatoris. Entre altres coses, va fomentar la creació d'escoles i mantenir el clergat a un nivell superior al dels laics. El cànon 18 prohibia als clergues participar en la pràctica de la prova judicial, prohibint efectivament el seu ús.
Per tal de definir doctrines fonamentals, el concili va revisar la naturalesa de la Santa Eucaristia, la confessió anual ordenada dels pecats i va establir procediments detallats per a l'elecció dels bisbes. El consell també va exigir un estricte estil de vida per als clergues. El Cànon 68 estableix: jueus i musulmans portaran un vestit especial per distingir-los dels cristians perquè cap cristià vingui a casar-se amb ells ignorant qui són. El cànon 69 va prohibir "que els jueus tinguessin preferència en els càrrecs públics, ja que això els ofereix el pretext per exhaurir la seva ira contra els cristians". Suposa que els jueus blasfemen Crist i, per tant, com seria "massa absurd que un blasfemador de Crist exercís el poder sobre els cristians", Els jueus no haurien de ser nomenats per a càrrecs públics.

### Mort i llegat

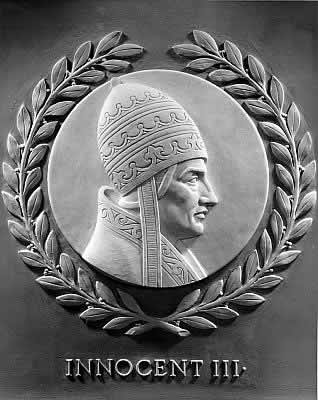
Innocenci III homenatjat per la Cambra de Representants dels Estats Units

El Concili havia establert el començament de la cinquena croada per al 1217, sota la direcció directa de l'Església. Després del Concili, a la primavera de 1216, Innocenci es va traslladar al nord d'Itàlia en un intent de reconciliar les ciutats marítimes de Pisa i Gènova eliminant l'excomunió que va emetre Pisa pel seu predecessor Celestí III i va concloure un pacte amb Gènova.
Innocenci III, però, va morir sobtadament a Perusa el 16 de juny de 1216. Va ser enterrat a la catedral de Perusa, on el seu cos va romandre fins que el papa Lleó XIII el va fer traslladar al Laterà el desembre de 1891.
Després de la seva mort, es creia que Innocenci III es trobava al purgatori. Es diu que va aparèixer a Santa Lutgarda al seu monestir d'Aywieres a Brabant. Enmig de flames, li va declarar: "Sóc el papa Innocenci". Va continuar explicant que es trobava al purgatori per tres faltes que li havien provocat l'arribada a aquest estat, la primera no havia volgut mai inclinar el cap durant la recitació del Credo de Nicea en senyal d'humilitat, les altres dues no se saben. Innocenci va demanar a sant Lutgarda que vingués a ajudar-lo, dient: "Ai! És terrible; i durarà segles si no vens a la meva ajuda. En nom de Maria, que ha obtingut per a mi el favor d'atreure't, ajuda'm! " En aquell moment va desaparèixer i sant Lutgarda va informar les seves germanes del que havia vist quan Innocenci li havia demanat que redoblés les seves oracions i penitències per alliberar-lo del purgatori abans de la consumació del món. St. Lutgarda va fer cas de la seva súplica i anys més tard va reaparèixer a la seva esplendor de glòria per donar-li les gràcies per haver-se alliberat del purgatori. Malgrat això, no és canonitzat oficialment per l' Església catòlica.
Innocent és un dels dos papes (l'altre és Gregori IX) entre les 23 figures històriques representades en retrats de marbre en relleu sobre les portes de la galeria de la Cambra de Representants dels Estats Units en honor de la seva influència en el desenvolupament de la llei nord-americana.

## Obres
Les seves obres llatines inclouen De miseria humanae conditionis, un tractat sobre ascetisme que Innocenci III va escriure abans de convertir-se en papa, i De sacro altaris mysteryio, una descripció i exegesi de la litúrgia.
- "Sobre l'heretgia: carta a l'arquebisbe d'Auch, 1198"
- "Sobre la usura: carta als bisbes francesos, 1198"
- "Sobre la independència de l'església / delmes: carta a un bisbe, 1198"
- "Sobre la croada i el comerç amb els sarraïns: carta als venecians, 1198"
- "Sobre els jueus: Decret de 1199"[21]